# ズームイン!!朝!
『ズームイン!!朝!』（ズームイン あさ）は、日本テレビ系列で1979年（昭和54年）3月5日から2001年（平成13年）9月28日まで毎週の月曜日から金曜日に生放送されていた朝の情報番組。
略称は「ズーム」または「ズームイン!!」であり、これは後身『ズームイン!!SUPER』にも引き継がれた。当番組だけを指す場合は「ズム朝」ともいう。

## 概要
東京都千代田区二番町（麹町）の日本テレビ本社（当時）内に設けられたオープンスタジオ「マイスタジオ（通称：マイスタ）」を拠点に、国内外からの中継を基に構成。最新のニュースと気象、スポーツ情報から、番組の目玉である日本列島各所の中継、特集を放送した。その一方、芸能情報は番組開始時から番組末期まで歌手やタレントがゲスト出演しない限りほとんど扱うことがなかった。
番組の開始を機に、当時新築された日テレ本社南本館1階に「マイスタジオ」を新設した。マイスタジオは本番組以外にも『ルンルンあさ6生情報』（1983年5月放送開始）や『タウン5』、『日本テレビハイライト』などで使用されたほか、スタジオ特性を生かし、外部からの中継番組を処理する「受けサブ（リモートサブ）」としても使用された。
日本テレビでの放送時間は7:00 - 8:30（JST）で開始以来不変だった。ただし、一部ネット局では放送時間が異なっていた事例もあった。
番組マスコットは「ズームくん」という人工衛星を擬人化したキャラクターで、テロップや番組ノベルティグッズ等に使用され、開始当初から1985年頃までのオープニングアニメーションや「プロ野球いれコミ情報」のオープニングCG、1995年から1998年までのオープニングCGにもその姿を確認することができる。しかし番組終了と共に姿を消し、『ズームイン!!SUPER』ではしばらくの間マスコットは使用されなかった。
2001年10月1日、本番組をリニューアルする形で『ズームイン!!SUPER』がスタートした。

## 番組の歴史

### 前史
この番組がスタートする直前の頃は、日本テレビの平日朝7 - 8時台の時間帯の視聴率は苦戦を強いられており、キー局では最下位の視聴率であった。制作局長になっていた井原高忠が、平日朝の新番組の企画のために「お前だったらどうする？」とプロデューサーの仁科俊介の元を訪れ、そこで「活動的な朝の空気に合ったものを作りたい」と考えてこの番組が出来上がることになる。仁科としては、朝はどこの家庭も忙しいので「ながら視聴」が出来るようになれば視聴者に支持される番組になると考え、5分以内のコーナーが細かく積み重なっていくという番組構成のイメージが出来上がっていったという。仁科は「『巨泉×前武ゲバゲバ90分!』からイメージが出来ていったので、ズームインの元となったのは実はゲバゲバ90分」とも話している。
仁科の他に齋藤太朗、澤田隆治もこの番組の最初から参画していた。斎藤によれば、1978年7月頃から数回社内で朝番組の企画公募があったもののいずれも採用に至らず、9月頃に突然井原から仁科・斎藤の2名にお呼びがかかり「朝番組をやれ」と言われたため、澤田を含めた3名で企画を考えたという。当初は実際の制作は他のスタッフがやると思っていたが、企画が採用になった直後に井原から「お前たちが考えた企画の意味は、お前たちにしかわからないんだから、とりあえず3年我慢しろ」と言われ、しぶしぶ制作もやることになった。また企画段階では1時間番組のつもりだったが「どうせやるならまだ誰もやったことのないものを」ということで、いつのまにか90分番組になっていたという。斎藤は番組が90分になることが確定した段階で、番組を30分ごとに3つのゾーンに分け、最初の30分は出勤前のサラリーマン向けにとにかくテンポを早く、次の30分は中学生・高校生向けに少しテンポを落とし、ラスト30分は主婦向けに大きくテンポを落とすというスタイルにすることを決めた。また前述の「短いコーナーを細かく積み重ねる」スタイルについては、澤田が持ってきたNHKの『国民生活時間調査』の影響も大きかったとしている。
番組の企画段階での仮タイトルは『今日、あなたは』。その後視聴者に公募をかけ『ズームイン!!全国的に朝!』と変更された。このことを当時日本テレビ社長の小林與三次に伺いを立てたところ「人の真似は良くない」とされた決裁により「全国的に」の部分だけが取れて『ズームイン!!朝!』（後身『ズームイン!!SUPER』も含め、一部の記事を除き以下『ズームイン!!』と記す）に落ち着いた。
1977年にスタートした45分のニュース番組『NNNおはよう!ニュースワイド』はそれまでの『NNN朝のニュース』で伝えられた全国ニュースに加え、特集や地方の話題などを加えて放送するという、当番組の原型となるような内容で放送されていた。その後、『おはよう!こどもショー』との枠統合、ならびにネット局との調整を経て当番組がスタートする。
後述通り、当番組には報道部が関与しないため、報道部制作のニュース枠として『NNN朝のニュース』を放送再開した。

### 徳光時代
- 1979年3月5日放送開始。初代総合司会は徳光和夫。番組冒頭、徳光は南本館の玄関前に立って、「皆さんおはようございます。徳光和夫、37歳、顔も背丈も標準よりちょっと下回っているようでございますが、そんな私が司会を致します『ズームイン!!朝!』が今からスタートいたします。」と視聴者に挨拶。さらに決め台詞として「1億1865万人の健康に···ズームイン!!」。その後はマイスタジオに入ってスタジオの紹介をした。初日最初のニュースは前日に起きた日本中央競馬会騎手福永洋一の落馬事故であった[注 7]。3月初頭という改編期前の中途半端な時期に放送を開始したのは「4月開始だと改編期で広報が多忙なので、PRに力を入れてくれない。3月開始なら広報も暇だから、全体がPRに協力してくれる」というディレクター（初代総合演出）の齋藤太朗の思惑がある[8]。なお、同年4月、日本テレビは平日午前から午後まで生放送情報番組強化による改編を行っているが、同じ日に大阪の読売テレビのワイドショー『2時のワイドショー』が立ち上がり、同局もネットを開始している。
  - ちなみにこの年11月29日の朝の生放送中、福岡放送担当レポーターの安田栗之助が移動たこ焼き屋のマイクロバスのドアノブを触った瞬間、（漏電していた事により）感電して失神するハプニングが発生するも、直後に置き上がりレポートを続行する一幕があった。
- 開始当初からの企画としては、全国ニュースでは取り上げにくいローカル色の強いニュースを各局のアナウンサーが直接伝える「NSヘッドライン」、各局が地元球団を応援しながら伝える「プロ野球イレコミ情報」、街角からの中継で通りかかった一般の人と英会話を行う「ウィッキーさんのワンポイント英会話」、「朝の詩（ポエム）」などがあり、これらは長寿企画となった。
- 『ズームイン』開始前の徳光はバラエティやスポーツ中継を通じて中堅アナウンサーとして視聴者から一定の支持を得ていたものの、奔放かつ特殊な勤務態度と報道に不向き[注 8]なのが災いし社内の評価は芳しいものではなかった。徳光の起用を決めた齋藤太朗によると、「プロレスやバラエティで活躍している奴を真ん中に置いて朝の（情報）番組で使って、何を考えているんだ」と上層部から猛反対されたという。しかし斎藤は徳光の才能を高く買っており、「『ズームイン』の総合司会には渡された原稿を読むだけでなく、自分の言葉、自分の感性で喋ってもらいたい。そう考えたら（当時の日本テレビアナウンス部の中で適任なのは）徳光しかいないじゃないか」と押し切った[9]。徳光は「もしこの番組が一年以内にコケたら、自分のアナウンサー生命自体が終わる」として相当悩んだものの、当時日テレでもエース格とされた仁科・齋藤の2人に口説かれ、最終的に司会の話を承諾[10]。結果徳光は番組の成功と共に朝の顔としてお茶の間に定着。アナウンサーとしても徐々に再評価され、『ズームイン』以外の番組にも多数起用されるなど、活躍の場を広げていくことになる。
- 前番組である『おはよう!-』からジャーナリストの秋元秀雄がコメンテーターとして続投。ニュースコーナーでは秋元が中心になって仕切っていた。
- 1980年に第17回ギャラクシー賞・選奨を受賞[11]。
- 1980年10月21日、長嶋茂雄が巨人軍監督を「解任」される。巨人ファンであり、長嶋ファンでもある徳光は、この解任劇に激怒し翌日の10月22日、関係者への怒りを露わにしながら番組を開始した。巨人球団や川上哲治を容赦なく批判し、読売新聞・報知新聞（スポーツ報知）の購読をやめると表明し、怒りの番組進行の締めには「ジャイアンツは、不滅から破滅への道を辿る」と発言した。この一連の抗議は放送開始から26分に亘って行われた。この放送を見ていた長嶋は、「この人は命をかけて喋っている。何かがあったら僕が面倒を見る」と語り、徳光と長嶋の交友が始まったという。
- 1980年12月31日、日本テレビが制作担当であったこの年の『ゆく年くる年』は、本番組のスタッフが実働部隊となり、本番組のシステムで『ゆく年くる年』を制作・放送した。これには本番組並びにキャスターとしての徳光を全国的に売り出す狙いがあったとされ[12]、そのために渡辺謙太郎（当時TBSアナウンサー）、露木茂（当時フジテレビアナウンサー）、溝口泰男（当時テレビ朝日専属キャスター）、金子勝彦（当時東京12チャンネルアナウンサー）といった各局の看板キャスターを集め、中心に徳光を置くといった演出も行われた。この年は当番組と同様にマイスタからの生放送となり、各地からの中継リポートも当番組の各局キャスターが担当。中継を呼び出すときの音も当番組の効果音が使われた。

#### ネット局関連
開始当時のネット局は日本テレビ、札幌テレビ、青森放送、テレビ岩手、ミヤギテレビ、福島中央テレビ、山梨放送、福井放送、中京テレビ、よみうりテレビ、日本海テレビ（鳥取・島根）、広島テレビ、山口放送、西日本放送（香川）、高知放送、福岡放送の16局ネット。
このうち、福井放送では1984年4月2日まで『ポーラテレビ小説』を放送していたため、8時10分飛び降りとなっていた。
秋田放送は本番組スタートと同じ日に本番組ではなくTBSの「おはよう700」のネットを開始。
南海放送はすでにネットのおはよう700を引き続きネット。
1979年4月2日から、北日本放送でのネットが開始された。開始当初から1984年4月2日までは福井放送と同様『ポーラテレビ小説』を放送していたため、8時10分飛び降りとなっていた他、ローカル番組『ズームイン!!朝! • おはようKNBです』に内包する形をとり、番組後半（開始当初は7:50すぎ、1988年時点では8:00すぎ）はローカル編成を組んでいだ。このため番組欄では両番組名が併記となったほか、ローカル部分がのちにステレオ放送化（本番組のパートはモノステレオ放送）されたため、新聞等の番組欄のタイトルにはステレオ放送のマークがついた。この体制は1992年3月27日まで続いた。また、1982年までは8月6日も同じ編成であったことから広島平和祈念式典のネットは1984年からとなった（1983年の8月6日は土曜日なので放送無し）。また、西日本放送の岡山・香川相互乗り入れにより岡山県での放送を開始（17局ネット）。
同年7月2日（実質的には6月25日のサービス放送から）、前日に開局した静岡第一テレビにて静岡県での放送を開始。それまで日本テレビとテレビ朝日とのクロスネット局であった静岡県民放送（静岡けんみんテレビ）は前番組『NNNおはよう!ニュースワイド』はネットしていたものの、終了後はテレビ朝日系列の『オリンピックニュース』とアニメの再放送枠に充てていた（18局ネット）。
同年10月1日、当時日本テレビ(NNSは非加盟) • フジテレビのクロスネット局であったテレビ長崎、当時日本テレビ・フジテレビ・テレビ朝日とのクロスネット局であったテレビ大分がネットを開始した。ただし、後者は開始当初はフジテレビの『ひらけ!ポンキッキ』も放送していたため、1980年3月31日までは8時飛び降りとなっていた（20局ネット）。
1980年10月1日、この日に開局したテレビ信州にて長野県での放送を開始。それ以前は長野県に日本テレビ系列局が無かった（21局ネット）。
1981年4月1日（実質的には3月25日のサービス放送から）、この日に開局したテレビ新潟にて新潟県での放送を開始。開局当日は徳光が新潟に赴き、生放送を行った。同年4月6日、上記の『ゆく年くる年』の効果により、それまでフジテレビ系列の番組をネットしていた鹿児島テレビにて鹿児島県での放送を開始（23局ネット）。
1982年4月1日（実質的には3月29日のサービス放送から）、この日に開局した熊本県民テレビにて熊本県での放送を開始。前年の新潟の時と同様に、徳光は熊本に赴き、生放送を行った（24局ネット）。

1983年4月4日、この日より山形放送にて山形県での放送を開始。ただし1987年9月までANN系列朝枠ニュース番組かつ『YBC社説放送・けさの主張』、1984年3月30日まで『ポーラテレビ小説』を放送していたため7時30分から8時10分（1984年4月2日からは8時30分）までの放送となっていた（25局ネット）。

### 福留時代
- 1988年3月、徳光は同年4月から開始される夕方の報道番組『NNNニュースプラス1』のメインキャスターに就任することになり、10年目に突入した同年3月7日が最後の担当となった。この日から後任に福留功男が起用され、この日の放送はバトンタッチを兼ねて二人で進行した。なお、福留は当時『全国高等学校クイズ選手権』（1983年 - ）・『アメリカ横断ウルトラクイズ』（1977年 - 1990年）の総合司会を務めており、『高校生クイズ』ロケ期間（7月下旬から8月上旬にかけて）は収録先から福留が中継で出演して番組が進行され、『ウルトラクイズ』ロケ期間（8月下旬、9月から10月上旬までの間の1か月間ほど）は主に自局および系列基幹局の代理キャスターが担当していた[注 10]。
- 徳光から『ズームイン』の総合司会を引き継いだことについて福留は後年、「当時の高木盛久社長が日テレ系列局の役員会で『徳光さんの後任総合司会は誰なんですか』と系列局の社長に突っ込まれて、高木社長が日テレの局アナの中で私と徳光さん[注 11]しか分からなかったのでやむなく私が抜擢された」と語っている[注 12]。なお、『ズームイン』総合司会就任に当たり福留は『ウルトラクイズ』『高校生クイズ』はどうするのかを上層部に問いただしたが、双方とも続投と聞いてあ然となった[注 13]。
- 当初は福留ではなく当時読売テレビアナウンサーで、関西地区のキャスターも担当した辛坊治郎が2代目総合司会の最有力候補に挙がっていた。これは、徳光が1985年の夏季休暇取得時の代理総合司会を辛坊が担当[注 14]する1985年8月13日の前日に発生した日本航空123便墜落事故の続報を伝える『NNN報道特別番組』に徳光が休暇を切り上げて戻らず、辛坊がキャスターを担当[注 15]したことなどがきっかけでプロデューサー、ディレクター、徳光の総意で辛坊を後任にしたいと申し出をしていたことによる。しかし、高木と当時の読売テレビ社長の青山行雄はかなりの不仲であり、「なんで読売テレビのアナウンサーにやらせんだ、うち（の日テレ）には福留がいるだろ!」と高木が一喝。辛坊後任案は却下されて福留になり、プロデューサー、ディレクター、徳光は無言状態になったと後年に徳光は述べている。辛坊も「いや～、正直（自分では）ないな」と後年に現場サイドのプランのまま『ズームイン!』に起用されていたら、プレッシャーで潰れていたと開陳している[20][注 16]。
- 福留は「最初の1年間は味噌汁の味は変えない[注 17]が、1年経ったらその後は自分の色でやる」として、実際に1年後にはスタッフを総入れ替えして報道・情報番組色を強めたという。最初の1年間は、福留が中心となって、視聴者の朝の生活習慣を調査した。この調査によると、トイレ・歯磨きなどほとんどの行動が3分以内で完結していることが判明し、1回の中継時間を可能な限り3分以内とするリニューアルを実施した。同時に、それまで持ち回り制だった中継スケジュールを廃止。毎月全国の系列局のディレクターを集めて企画会議を行い、それを基に中継を実施した。また「情報トレイン」に至っては会議であらかじめテーマを決め、各局が企画したテーマを持ち帰って取材を進め、中継を放送した。
- 1990年7月には8時台の「NSヘッドライン（2回目のニュースコーナー）」を「情報トレイン」に変更。さらには「31分31秒」を「朝生リポート」に変更し、31分31秒に代わる企画「ズームインズーム」を登場させ、「ワンポイント英会話」の開始時間を7時20分から7時45分にする、「プロ野球いれコミ情報」の最後に時間切れの爆弾とGAME OVERの文字を表示させて「朝の詩」へ強制的に移行するなどの大幅なリニューアルを行った。また情報番組としてスピーディーな進行を志向した福留の意向により、オープニングだけではあるものの、徳光時代以来長らく続いてきたマイスタ前の一般開放を取りやめた[注 18]。
- 1991年3月に福留は日本テレビを退社しフリーアナウンサーに転身したが、本番組の総合司会は続投した。福留はこの半年後、TBSの情報番組『ブロードキャスター』のメインキャスターに就任し、以降はTBS側の方針により、『ブロードキャスター』が休止される場合同時に本番組の放送週を休む形をとっていた[注 19]。『ウルトラクイズ』『高校生クイズ』の総合司会[注 20]はこの年から福澤朗に交代したため、前年までのように『高校生クイズ』収録のため福留が地方から出演したり、『ウルトラクイズ』収録のため福留が番組を1か月離れたりするという事はなくなった[注 21]。
- 1991年8月21日 - 23日には、福留が海外で体調が悪化した娘の看病のため滞在先の国に渡航した関係で、急遽初代総合司会の徳光が3日限りの復帰を果たし、代理総合司会を務めた。この3日間に限り、当時既に廃止されていたオープニングでのマイスタ一般開放が実施され、見物客と共に『ズームイン‼︎』を行うかつての光景が復活した。
- 1992年3月30日、直前の時間帯にマイスタジオを使った情報番組『ジパングあさ6』がスタート（一部地域を除く[注 22]）。本番組との合同PRスポットも制作された。
- 1993年3月5日、放送開始から15周年を迎える。この日は福留の代打出演以来2年ぶりに徳光も出演し、全編に渡り福留とのダブル総合司会で放送した。オープニングでは第1回放送での上記の徳光の第一声のVTRを放送した後、同じ場所に立つ徳光が挨拶を行った。4月9日には放送開始15周年記念と日本テレビ開局40周年記念を兼ねた特別番組『ズームイン!!夜!』をゴールデンタイムの夜7時から4時間にわたって放送。こちらも徳光と福留のダブル総合司会により朝と同じスタイルの番組を夜に展開する企画で、好評につき同年秋にも2回目（この時は夜7時からの2時間30分）の放送がなされた。
- 1993年6月9日、『NNN皇太子さま・雅子さんご成婚スペシャル 麗しのプリンセス誕生! 14時間テレビ』の第一部として、ジパングあさ6と合同特番を放送[21]。
- 1993年から1994年にかけて、長寿企画である「朝の詩」や「ワンポイント英会話」のコーナーを終了させた。ニュース量・地方中継の量と質の向上などの第2のリニューアルを進め、スピーディーな番組進行の色合いが強まった。「朝の詩」は花王の一社提供コーナーであり、花王に了承を得てから終了となった。以後、花王は提供クレジットから降りてPT（パーティシペーション）扱いとしてCMを流した。
- 重大な事件・事故が起きた際、その翌朝にはマイスタでの司会を別の者（堀敏彦など）に任せた上で、メインキャスターである福留自ら現場から生放送・リポートを行う手法を多用した。1993年7月12日の北海道南西沖地震発生の際には、被災した奥尻島を翌朝の番組でヘリコプターからリポートした。最も有名なのは1995年1月17日の阪神・淡路大震災発生から2日後の1月19日、神戸から番組を生放送し、現地キャスターと被災地や被災者のリポートを行っている[注 23][注 24][注 25]。その中継の中では読売テレビの報道フロアからの中継を打ち切る形で、福留が目撃した被災者が火災のあった家屋のがれきの中から救出されようとしている様子もそのまま生中継されていた[注 26]。
- 1996年4月6日、土曜日の朝に姉妹番組として『ズームイン!!サタデー』を開始した。初代総合司会は後に本番組の3代目総合司会となる福澤朗。
- 1998年4月1日、前半ネット部分のスポンサー体制が、それまでの隔日提供から曜日毎の提供に変更された。また、それ以前には提供クレジットの方式が度々変更されており、番組開始当初からはオープニングの天気リレー→全国の天気の後に前提供をテロップとコメントで紹介し、後提供もテロップとコメントで紹介していたが、94年の『朝の詩』終了後から95年3月までは前提供をテロップとコメントで紹介することは継続も後提供はテロップで済ませる形になり[注 27]、95年4月以降はネットスポンサー枠をNSヘッドライン前から中盤に、前提供もCM明け後にテロップで済ませる形にそれぞれ変更した）。

#### ネット局関連
1990年4月2日（実質的にはサービス放送開始の3月26日から）、前日に開局したテレビ金沢にて石川県での放送を開始。それ以前は石川県に日本テレビ系列局が無かったため、北日本放送（金沢市、月曜の「金沢情報」・能登地方）と福井放送（小松市・加賀市など）が取材を行っていた（26局ネット）。
1991年4月1日、長崎県での放送がこの日に開局した長崎国際テレビに変更。テレビ長崎での放送はその半年前に打ち切りになっている（1990年10月から1991年3月までは25局ネット、同年4月より再度26局ネット）。
1992年10月1日、愛媛県での伊予テレビ（現：あいテレビ）開局を期にTBS系列の番組ネットの見直しが行われ、これまでTBSの平日朝7時の番組（最末期の番組は『ビッグモーニング』）を放送していた南海放送（愛媛）と秋田放送が番組ネットを開始。最大の28局ネットになる。
1994年4月1日、鹿児島県での放送がこの日に開局した鹿児島読売テレビに変更。なお、それまで鹿児島県でのネット局であった鹿児島テレビは同日フジテレビが開始した『めざましテレビ』を本番組の後継番組扱いでネット開始した。開局当日は福留とNNNの九州地区基幹局である、福岡放送の中継キャスターの古賀ゆきひとが鹿児島に出向いて番組が放送された。（28局ネットは維持）
1996年7月6日と1997年7月5日、静岡第一テレビで福留がメインパーソナリティを担当した『第一テレビの日』の一環で『ズームイン!!静岡!』（8時 - 9時30分）をウェークアップ!（読売テレビ制作）から差し替えて放送（1997年は『ズームイン!!サタデー』を静岡第一テレビの独自制作に差し替えている。）。

### 福澤時代
- 1998年8月31日の放送を最後に福留が勇退。代わって翌9月1日放送から『ズムサタ』の初代総合司会を務めていた福澤朗が3代目総合司会として登板。同日の番組冒頭、福澤は「今日からですね、福留さんに替わりまして、新しい朝、とれたての朝をお届けしてまいります。アナウンサーの福澤朗でございます。学校においては今日から新学期、2学期ですね。私もアナウンサー人生において新しい節目を迎えました。精進させていただきます」と登板の挨拶をした。ちなみに、福澤はそれ以前にも『アメリカ横断ウルトラクイズ』（1991年 - 1992年）と『全国高等学校クイズ選手権』（1991年 - 2000年）において、福留に代わって総合司会を担当していた。福留は、1か月後の10月1日から8年ぶりに『アメリカ横断ウルトラクイズ』（“今世紀最後”と題した復活版）のロケに出かけている。福留は同年4月に「『ズームイン!!朝!』をそろそろ若い人に譲りたい」として日本テレビの氏家齊一郎社長（当時）に勇退を申し出ており、それ以降「後釜は誰か」という声は上がっていたが結局『ズムサタ』初代総合司会の福澤が横滑りすることになった。
- 2000年1月5日、「ズバリ!!橋本五郎」放送中に当時内閣総理大臣の小渕恵三から突然電話がかかり、スタジオと数分間談話した。この日の前後にも複数の番組に電話をかけ、話題になった[注 29]。
- 2000年12月16日には『スーパースペシャル2000』で本番組のスペシャル 「衝撃・時代の目撃者実録ズームイン!!朝!20世紀これが日本だ」が放送され、歴代の総合司会である徳光・福留の両名も福澤とともにマイスタから出演した[25]。
- 2001年9月28日、最終回を迎えた。同年10月以降『ズームイン!!SUPER』にリニューアルされる。福澤は『SUPER』でも新たに加わった大桃美代子、11年半ぶりに復帰した辛坊治郎と共に初代メインキャスターの1人として続投。

### 終了後
毎年8月下旬に放送される『24時間テレビ 「愛は地球を救う」』では日曜の5・6時台をこの番組をベースとしたお天気リレーなどを行っていたが、第34回（2011年）の放送で徳光がマラソンにチャレンジした際に、7時をきっかけに休憩所に応援に来たアントン・ウィッキーと「ズームイン!!」ポーズをとり、中京テレビでリポートを担当したきくち教児、読売テレビでリポートを担当した森たけし・辛坊治郎と回線をつないだ。その後、『朝!』や『SUPER』の復刻企画が増え、2016年には早朝企画の放送箇所を汐留日本テレビ・マイスタジオに移し、実質『ズームイン!!』の復刻版に近い形で行ったのち、2017年 - 2019年は徳光・福留・福澤に後番組『SUPER』の司会羽鳥慎一と後々番組『ZIP!』の司会である桝太一を加え、『復活ズームイン!!』として『ズームイン!!朝!』の流れで放送された。朝番組をベースにしながら早朝企画を展開する演出は2020年・2021年は『ZIP!』に引き継がれた。2022年は早朝企画が一新して「日テレキャスター大集合!24時間テレビ的ニュースショー」にリニューアルした。2023年は6時55分から『復活ズームイン』のタイトルで放送された7時のタイミングでズームインポーズを披露し当時のオープニング映像を流して天気リレーに入った。

## 視聴率
- 関東地区における初回視聴率は2.4%（最低視聴率は開始年のゴールデンウィーク期間中に記録した1.5%）。
- 開始当初はNHK総合テレビの報道番組（当初は『NHKニュース』と『スタジオ102』、後に『NHKニュースワイド』）と『連続テレビ小説』が強く1%台も記録し苦戦続きだったが、それは当時ほとんどの県で地元民放テレビ局が2-3局しかなかったために、他系列の番組を放送していたためである[注 31]。ところが1979年7月に静岡県で静岡第一テレビが開局したのを機に、基幹地域以外にも民放地方局第3局・第4局が開局。番組確保の必要性から日本テレビ系（即ち本番組）を選択する局が相次ぎネット局が飛躍的に増加したことがまずあり、その上で「幅広い世代が一緒に見ることができる内容」、「時計代わりに使える番組構成」、当時としては画期的な「言葉で時間を告知すること」などの要因により徐々に向上し、1年後には8%を記録する日も現れた。
- 1987年4月には当時、視聴率で民放1位だったTBS『朝のホットライン』を追い抜いた。
- 1992年4月には1日だけではあるが、NHK総合テレビ『NHKモーニングワイド』の視聴率を民放史上初めて上回り、1994年4月には平均視聴率でもNHK総合テレビ『NHKニュースおはよう日本』（上記『モーニングワイド』の後継番組）を上回った。さらに2年後の1996年6月には平均視聴率20%を記録し、放送開始17年目にして完全に日本の朝番組の頂点に立った。同年7月には番組最高視聴率である22.8%を記録した。
- 1990年代中盤の勢いは福留時代末期から、『おはよう日本』の復調やフジテレビ『めざましテレビ』の躍進により、視聴率が頭打ちとなった。そのため、司会者の若返り・天気リレーの短縮・芸能情報の導入などを入れたものの、2000年までは16%前後と他番組とは圧倒的な差をつけていた（『めざましテレビ』は関東地区ではまだ10%に達していなかった）。3代目の司会者である福澤はこの点を振り返り「一番大変だった」とも語っている。
- 2001年になると『おはよう日本』の視聴率上昇の影響を受けて、月平均視聴率が13 - 15%前後となる。同年6月に『進め!電波少年』のプロデューサーであった土屋敏男が編成部長に就任した際、最初に着手したのが早朝時間帯の大改革の断行であり、本番組・『ジパングあさ6』・『あさ天5』の3番組を統合する形で、『ズームイン!!SUPER』が始まることとなる。最終回の視聴率は13%であった。

## 番組テーマ曲
サンバ調で流れるテーマ曲は宮川泰の作曲による番組オリジナルで、オープニング、エンディングとも同じ曲である。原曲は3分00秒の曲だが、番組オープニング部分が長時間のため番組では原曲を継ぎ接ぎして長くし、使用しており（スポーツ行進曲のように、何度でも繰り返しできるように構成されていた）、エンディングでは応用として、元日などネット局の飛び降りが発生する際に、飛び降りポイントで曲が終わるかのように、かつ引き続きネットする局では続けて流されたこともあった。なお、司会が福澤になってからは宮川が改めてアレンジしステレオで再録音したものを使用した。
オリジナル音源は長らくCD化されなかったが、番組の終了および宮川の没後である2018年8月29日発売の『宮川泰 テレビテーマ・ワールド』にアレンジ版も含めて収録された。同CDには、『SUPER』と『ジパングあさ6』のテーマ曲も収録されている。

## ネットしていた局
系列はネット終了時のもの。
| 放送対象地域   | 放送局                    | 系列                          | 備考 |
| -------------- | ------------------------- | ----------------------------- | --- |
| 関東広域圏     | 日本テレビ（NTV）         | 日本テレビ系列                | 制作局 |
| 北海道         | 札幌テレビ（STV）         | 日本テレビ系列                | |
| 青森県         | 青森放送（RAB）           | 日本テレビ系列                | 1991年9月まではテレビ朝日系とのクロスネット局                                                                 |
| 岩手県         | テレビ岩手（TVI）         | 日本テレビ系列                | 1980年3月まではテレビ朝日系とのクロスネット局                                                                 |
| 宮城県         | ミヤギテレビ（MMT）       | 日本テレビ系列                | |
| 秋田県         | 秋田放送（ABS）           | 日本テレビ系列                | 1992年10月1日からネット開始                                                                                   |
| 山形県         | 山形放送（YBC）           | 日本テレビ系列                | 1983年4月4日よりネット開始 1979年7月から1993年3月まではテレビ朝日系とのクロスネット局                         |
| 福島県         | 福島中央テレビ（FCT）     | 日本テレビ系列                | 1981年9月まではテレビ朝日系とのクロスネット局                                                                 |
| 山梨県         | 山梨放送（YBS）           | 日本テレビ系列                | |
| 新潟県         | テレビ新潟（TeNY）        | 日本テレビ系列                | 1981年3月25日のサービス放送開始から                                                                           |
| 長野県         | テレビ信州（TSB）         | 日本テレビ系列                | 1980年10月1日開局から 1991年3月31日まではテレビ朝日系とのクロスネット局（同日まではNNS非加盟）                |
| 静岡県         | 静岡第一テレビ（SDT）     | 日本テレビ系列                | 1979年7月2日からネット開始                                                                                    |
| 富山県         | 北日本放送（KNB）         | 日本テレビ系列                | 1979年4月2日から                                                                                              |
| 石川県         | テレビ金沢（KTK）         | 日本テレビ系列                | サービス放送期間中の1990年3月26日から                                                                         |
| 福井県         | 福井放送（FBC）           | 日本テレビ系列                | |
| 中京広域圏     | 中京テレビ（CTV）         | 日本テレビ系列                | |
| 近畿広域圏     | 読売テレビ（YTV）         | 日本テレビ系列                | |
| 鳥取県・島根県 | 日本海テレビ（NKT）       | 日本テレビ系列                | |
| 広島県         | 広島テレビ（HTV）         | 日本テレビ系列                | |
| 山口県         | 山口放送（KRY）           | 日本テレビ系列                | 1993年9月まではテレビ朝日系とのクロスネット局                                                                 |
| 香川県・岡山県 | 西日本放送（RNC）         | 日本テレビ系列                | 1979年までの放送エリアは香川県のみ 1979年4月から電波相互乗り入れに伴い岡山県でも放送                          |
| 愛媛県         | 南海放送（RNB）           | 日本テレビ系列                | 1992年10月1日からネット開始                                                                                   |
| 高知県         | 高知放送（RKC）           | 日本テレビ系列                | |
| 福岡県         | 福岡放送（FBS）           | 日本テレビ系列                | |
| 長崎県         | テレビ長崎（KTN）         | 日本テレビ系列 フジテレビ系列 | 1990年9月28日打ち切り                                                                                         |
| 長崎県         | 長崎国際テレビ（NIB）     | 日本テレビ系列                | サービス放送期間の1991年3月25日から                                                                           |
| 熊本県         | くまもと県民テレビ（KKT） | 日本テレビ系列                | 1982年4月1日開局から                                                                                          |
| 大分県         | テレビ大分（TOS）         | 日本テレビ系列 フジテレビ系列 | 1979年10月1日から 1993年9月までは日本テレビ系列・フジテレビ系列・テレビ朝日系のクロスネット局                 |
| 鹿児島県       | 鹿児島テレビ（KTS）       | 日本テレビ系列 フジテレビ系列 | 1981年4月6日から1994年3月31日まで 1982年9月までは日本テレビ系列・フジテレビ系列・テレビ朝日系のクロスネット局 |
| 鹿児島県       | 鹿児島読売テレビ（KYT）   | 日本テレビ系列                | 1994年4月1日開局から                                                                                          |

なお、四国放送（JRT）は自社制作のローカル情報番組『おはようとくしま』の放送などを優先していたため、日本テレビ系列フルネット局の中で唯一『朝!』時代は一貫して非ネットだった。『ズームイン!!SUPER』への改題・枠大リニューアル後は四国放送でもネット開始したものの、第1部のみのネットに留まり、第2部の時間帯は自社制作番組に差し替えネットしない体制が2011年3月の番組終了まで続いた。その後、四国放送は2011年3月をもって平日朝の情報番組の自社制作を取りやめ、同年4月から開始された後継番組『ZIP!』はローカル差し替え可能枠を除きフルネットで放送している。

## 出演者

### 総合司会
- 初代 徳光和夫（1979年3月5日 - 1988年3月7日）
- 2代目 福留功男（1988年3月7日 - 1998年8月31日）
- 3代目 福澤朗（1998年9月1日 - 2001年9月28日）

徳光時代にオープニングのフォーマットが変わってからは名前テロップ上部に必ず「おはようございます」（元日は「おめでとうございます」）の表記が入る。「ズムサタ」でも共通だったが、『SUPER』になってからは表記を廃止し『ズムサタ』も途中からやめている。歴代の総合司会はその当時の日テレの看板アナウンサーが務めていたが、いずれも後にフリーに転身しており、「ズームイン!!朝!（SUPER）の総合司会は“フリーへの道”である」とも言われた。
また、総合司会の3人はそれぞれ『アメリカ横断ウルトラクイズ』と『全国高等学校クイズ選手権』に関係しており、さらに後身番組である『ズームイン!!SUPER』の第2代総合司会を務めた羽鳥慎一、『ZIP!』の初代総合司会の桝太一も共に『全国高等学校クイズ選手権』に関与している。
総合司会が休暇・取材の場合は日テレのアナウンサーやネット局のアナウンサーが東京に派遣されての代理総合司会を務めた。徳光の休養時は福留など、福留の休養時は堀敏彦、福澤朗、羽鳥慎一など、そして福澤の休養時は羽鳥慎一、藤井貴彦などが総合司会を務めたことがある。さらに、福澤時代はほとんど札幌テレビの森中慎也が東京での代理総合司会に定着していた。なお、極めて珍しい例として、福留時代にイギリス留学中の福留の娘が体調を崩したため、福留が渡英して番組を休んだ1991年8月21日から23日の3日間、前任の徳光が急遽再登板したケースがあった。また、上述の通り福留は総合司会就任の1988年から1990年までは『ウルトラクイズ』海外ロケ参加のために毎年9月上旬辺りからの約1か月間は当番組からは離れていたため、この場合も総合司会休暇の時と同様のケースが取られていた。
マイスタを基点とせず、日本各地の中継先から司会を行う場合もあった。

### フィールドキャスター（福澤時代）
- 鈴木君枝
- 松本志のぶ

### 報道キャスター（徳光時代）
- 秋元秀雄（コメンテーター兼任）
- 福富達

### お天気キャスター
- 和田より子
- 深堀恵美子（1985年 - 1986年）
- 萩原正子（1986年 - 1987年）
- 永井美奈子（1988年）
- 小池由紀子（1988年 - 1992年）
- 秋山沙織 （1992年 - 1993年）
- 山王丸和恵（1993年 - 1996年）
- 古市幸子（1996年 - 1998年）
- 延友陽子（1998年 - 2000年）
- 斉藤まりあ（2000年 - 番組終了まで）

### 中継キャスター・アナウンサー
中継時（コーナーの担当時）、画面右上に中継地と放送局名が常に表示され、中継地には必ず振り仮名を振っていた。
番組開始当初はバラエティ豊かなキャスターを揃えたいという斎藤の意向で、ローカルタレントや一般人からも起用していた。やがて報道番組としての役割も求められるようになり、徐々にアナウンサーへ交代していった。
当初は中継地にあたる箇所には、中継先を問わず局舎所在地が入っていたが、後に「東京・日本テレビ」・「北海道・札幌テレビ」・「静岡・静岡第一テレビ」・「愛知・中京テレビ」・「大阪・よみうりテレビ」・「福岡・福岡放送」というように、中継地の都道府県名と放送局名へと変更された。さらに地名には「千代田区二番町」（日本テレビ本社中継の例）などとルビがふられていた。このような表示は、全国各地の中継を目玉とするこの番組の大きな特徴であった。この方式は、24時間テレビ 「愛は地球を救う」初期の各局リレー中継でも踏襲された。
通常は中継地と放送局のエリアは一致するのだが、ごくまれに放送局のエリア外を担当することもあった。なお、当番組の中継キャスターのなかには、同じ日本テレビ制作の、『ザ・トップテン→歌のトップテン』の中継リポーターも兼任していたキャスターもいた（例:青森放送・大友寿郎、広島テレビ・脇田義信、西日本放送・植松おさみ等）。初期には「○○ちゃん」やニックネームなどフレンドリーな呼び方が多かった。
『ズームイン!!SUPER』に出演のキャスターについては当該項目を参照。
※印のキャスターは『ズムサタ』にも出演。名前の横に特記のないものは現役もしくは退職してアナウンス職から離れたキャスター。⇒はネット局移動の境界。
- 札幌テレビ（STV）[注 47]
  - （男性アナ）笹原嘉弘[34]→吉住秀和→春日和彦[35]→木村洋二（現:STVラジオ）[36]→※森中慎也（現:日本大学教授）、萩原隆雄（現:同局社員）
  - （女性アナ）権田裕子→石田久美子→橋本登代子（現:フリー）→今中麻貴（現:フリー）[35][36]→※内山佳子
- 青森放送（RAB）
  - 鈴木伸夫→米澤章子→浜舘明→大友寿郎（現:同局特別顧問）→窪寺美穂子（元:中京テレビ）→青山良平（現:同局ラジオパーソナリティ）→秋山博子（現:同局営業局）
- テレビ岩手（TVI）
  - 高橋佳代子（現:フリー）→柴柳二郎（現:フリー）→桜田順子→平井直子（現:同局社員）→藤村恵一（現:編成局）
- ミヤギテレビ（MMT）
  - 賈穆琳→加賀谷牧子[37][38]（現:フリー、秋田放送のラジオパーソナリティ）→日高充[39]（後にテレビ東京）→小松久美恵→盛朋子[注 48]→水本豊（現:ミヤギテレビサービス社長）
- 秋田放送（ABS）
  - 井関裕貴→原志保→村野涼子→柳本雪絵（現:フリー）
- 山形放送（YBC）
  - 芳賀道也（現:政治家）→佐伯敏光→門田和弘
- 福島中央テレビ（FCT）
  - 佐貫洋一（現：テレビ埼玉）→上野孝志→佐貫・遠藤美智恵→宗方和子→菅佐原隆幸→小柳たまゆ→三富健也（現:同局社員）→中川久美（現:同局社員）→徳光雅英
- 日本テレビ（NTV）
  - ※魁三太郎（イレコミ情報では横浜大洋ホエールズ→横浜ベイスターズ担当）、戸澤真帆（元:テレビ宮崎）、※伊藤奈穂子（元：テレビ新潟）、堀敏彦（後にテレビ新潟、現:フリー）、伊藤克信（イレコミ情報ではヤクルトスワローズ担当）、藤井恒久（現:同局編成局）、戸川健司、湯浅美和子、高野美緒、和田より子（現:山岡依子、フリー）[注 49]
- 山梨放送（YBS）[注 50]
  - 伊藤英敏（現:フリー、『news every.』ナレーター）→小田切めぐみ→平賀正友（後にラジオパーソナリティ）→大柴堅志[注 51]→細野俊晴（後に静岡第一テレビ）→佐藤和子→櫻井和明→村瀬寛美（現：フリー）
- テレビ新潟（TeNY、1997年12月まではTNN）
  - 小林美樹（退社後上京して日本テレビ担当）→小幡章（現:関連会社社員）→峰剛一（現:フリー）→須山司→小紫真由美（現:フリー）→鈴木えーもん（現:東京支社）
- テレビ信州（TSB）
  - 今村正大→新見宏司→今村満里→伊東かなえ（現:フリー）→伊東陽司→杉江奏子（現:フリー）
- 静岡第一テレビ（SDT）[注 52][注 53]
  - 若月雄介[注 54]（現:同局社員）→北嶋興（現:フリー）→※森きく子（現:フリー）・山本貴久子→橋本恵子→竹内朱実→秋元啓二
- 北日本放送（KNB）
  - 鞍田朝夫→川崎光子→相本芳彦（現:フリー）・小野原里佳→数家直樹・湊晃（金沢情報）→金田亜由美→村上由美（現:フリー）→陸田陽子（現:編成部）→小林淳子（現:同局社員）
- テレビ金沢（KTK）
  - 塚田誉（元：テレビ宮崎）→平体好孝（現:同局事業部）
- 福井放送（FBC）
  - 小林逸雄→清田精二→森本茂樹→伊藤裕樹
- 中京テレビ（CTV）[注 55][注 56]
  - 西山幸子（一般の主婦）→きくち教児[40]→きくち・肥後まゆみ→きくち・田中千寿江[注 57]→きくち・佐藤啓→佐藤・※大藤晋司（現：テレビ北海道）→佐藤・大藤・※本田恵美→佐藤・本田・板谷学（現：同局制作部）→佐藤・本田
- よみうりテレビ（YTV）[注 58]
  - 小林大作→小林・辛坊治郎（解説委員→解説委員長として『SUPER』に復帰後、ニュースキャスターを経てシンクタンク社員・Youtuber）→辛坊・森武史（現:フリー）→森・萩原章嘉→森・脇浜紀子（現:京都産業大学教授）・三浦隆志→脇浜・三浦・野村明大→脇浜・野村→※村上順子・※国木田かっぱ・中元綾子（現:フリー）・鳥羽美音子（イレコミ情報）→三浦・村上・国木田
- 日本海テレビ（NKT）[注 59]
  - 宮川敬学（天徳寺住職）→尾崎真美→福浜隆宏（現:政治家）→朝倉浩之（現:TOKYO MX社員）
- 広島テレビ（HTV）[注 60]
  - 脇田義信・長藤光成→脇田・安井万美子（現：フリー）→脇田・田坂るり・藤村直己→田坂・藤村→田坂・長野正実・※井ノ口あさ子（現:同局企画開発部）→田坂・井ノ口
- 山口放送（KRY）
  - 勝津正男（現:フリー）→橋口恵子→藤井達也→水田薫（現:フリー）→瀬川嘉（現:同局ラジオパーソナリティ）→高島由美→高橋裕
- 四国放送（JRT）
  - 保岡栄二[注 61]
- 西日本放送（RNC）[注 62]
  - 植松おさみ（香川担当、現：フリー）・広田恭子→植松・佐々井栄子（岡山担当）→山崎達也（現：同局岡山本社報道部記者）→日野真→山崎（香川担当）・岸猛（岡山担当）→山崎・山口喜久一郎（現：テレビ西日本（こちらはフジテレビ系））
- 南海放送（RNB）
  - 山下泰則[注 63]→寺尾英子
- 高知放送（RKC）
  - 浜田容助→石田佳世
- 福岡放送（FBS）[注 64]
  - 安田栗之助→古賀ゆきひと[注 65]（現:国会議員）→古賀・堤信子（現・フリー）→※舘恭子（現:同局報道局記者）・今泉清保（フリーを経て現：青森テレビ）→舘・今泉・加茂川里美（現：フリー）→舘・今泉・中村明美→舘・今泉・浜崎正樹→舘・浜崎・※奥田美香子→浜崎・奥田
- テレビ長崎（KTN） ⇒ 長崎国際テレビ（NIB）[注 66]
  - 橋口泰介→浦里和弘→松永友幸[注 67] ⇒ 藤村幸司（現：フリー、『情報ライブ ミヤネ屋』（ytv）リポーター）→島田啓子（現:同局報道局）
- くまもと県民テレビ（KKT）[注 68]
  - 中村真弓（現:フリー）→中村・沼川浩子→本橋馨→高橋久美子→佐藤良諭（テレビ北海道を経て現：北海道テレビ）→久保里美（現:同局編成局）→吉永真樹
- テレビ大分（TOS）
  - 柴田岸雄→後藤真弓→川面絵莉子→茶園かずえ→畠山のりえ→小笠原正典
- 鹿児島テレビ（KTS） ⇒ 鹿児島読売テレビ（KYT）
  - 小澤一彦（現：テレビ静岡）→加茂川里美[注 69]→崎島誠 ⇒ 長島崇彦→糸永直美（現：広島テレビ）→今井智久（現:テレビ愛知報道記者）→近藤久美子（現:同局社員）
- 沖縄[注 70]
  - ※川満聡
- ニューヨーク
  - イエーガー（杉山）由美子→山本智寿子→上地ゆり子→松尾直子→今井晶子
- ロサンゼルス
  - 浜田ふみ子
- 香港
  - 田野中陽子→佐保暢子
- 台湾
  - 石田麻美

## お天気コーナー
天気予報のコーナーは当初、徳光の歌う「天気予報の歌」に合わせて天気予報を放送していたが、放送開始から2-3年した頃、アメリカでは天気予報がショウアップしてきている事に着眼した仁科プロデューサーと斉藤ディレクターがコーナーを一新し、以下の項目に重点を絞った天気予報コーナーを作った。
1. 視覚的にわかりやすい巨大な温度計を使用（視聴者が一番知りたい寒暖などの情報を一瞬で伝える）し、全国各地の中継先から天気予報の概要を伝え、それをリレー形式でつなげる。
2. 東京においてもマイスタから外に出る（天気予報をスタジオの外から送る）。

番組内で説明はされなかったが、使用していた大型温度計は計測機能のない「温度表示板」で、別途計測した気温に合わせて赤いテープを手動で上下させる単純な仕組みだった。構造上、強風に煽られると倒れやすく、荒天の際はキャスターが温度計を支えたりしがみついたりしながらリポートする光景もしばしば見られた。また、倒れた衝撃でずれたテープを福留が放送中に堂々と直している様子が映されることもあった。この温度計は各系列局でも読売テレビ以外は日本テレビと同一のものを使用し、局ロゴを付けたり、中京テレビならシャチホコ・山口放送はふく・鹿児島讀賣テレビは霧島のように各地の特産を付けたものもある。この温度計はズムサタでも使用されたが、日テレでは球体にズムサタのロゴが張り作られたものと風速計がついたものを付けていた。読売テレビはデザインは違うものの似た系統の表示板を使用。
従来の天気予報は、各地の気象観測所を中心とした予報であったが、気象協会から送られてくる情報に加工を施しアバウトな形で伝えることに特化した。日本列島を極めて簡略的に表示した上で主要地のみに天気マークを配置した「きょうの天気」テロップを番組冒頭で用いたり、日本列島上の晴れや雨の場所を大雑把に色分けする形でCGで表示し、それを日中と夕方以降の2パターン用意することで予報推移の概況を伝えた。関東ローカルの天気でも大雑把な天気予報は同じで、関東地方の場合は関東7都県の地図の上に大雑把な色分けの天気分布と同時に関東7都県の降水確率と東京の最高気温が表示される。
7時20分前後と8時前に前半はマイスタ前から全国の天気予報、後半は各ネット局からローカルの天気予報（日本テレビは引き続きマイスタ前から）を放送していた。ただし、読売テレビなど全国の天気予報も差し替えてすべてローカルで放送していた地域（その地域でも全国の天気はローカルで放送していたり、局によってはコマーシャル）もある。

## 主なコーナー
オープニング・天気リレー
- 番組開始当初は天気リレーがなく、7時の時報とともに番組テーマ曲とオープニング映像のアニメーションを流し、アニメーションの終了とともにマイスタ前に映像が切り替わり、総合司会が朝の挨拶及び話題を話した後、最初の提供クレジットの直前に「ズームイン!!」の掛け声を行っていた。なおOPには右下に日付が10秒間表示されていた。表示字幕は変わらず使用され、司会者が「おはようございます!」と挨拶をしたところで挿入されるようになる。時折、番宣で出演したタレントも加わって掛け声を行う場合もあった。
- 番組開始から数ヵ月後に「ズームイン!!」の掛け声の前に「全国の朝」と題した全国リレーを行っていた（ただし中継局キャスターへ呼びかけは総合司会の徳光だった）。
- その後、前述したようにオープニングのスタイルを変更。いわゆるアバンタイトルを取り入れて、7時の時報とともにマイスタ前の映像を映し、総合司会の「おはようございます、〇月×日△曜日の朝です。」などという朝の挨拶及び話題の後、カメラに向かって「朝一番は○○（最初の中継地）に向かってズーム、イン!!」とカメラに向かって人差し指をさし、同時にカメラが総合司会に向けてズームされつつ最初の中継地に画面が切り替わり、最初の中継地の映像とともに番組のタイトルロゴ及びテーマ曲が流れて番組がスタートする形式となった。各中継局は番組テーマ曲に乗せて中継地の様子、天気、番組オリジナル温度計で気温を伝え、次の中継局キャスターへ呼びかけて順次中継をつなぎ、最後は東京（マイスタ前）に戻りお天気キャスターが全国の天気を伝える。その後は再び総合司会にカメラが切り替わり、改めて「ズームイン!!」の掛け声を行い、最初の提供クレジットが入る。総合司会が福留・福澤に代わってもこのスタイルを踏襲、番組の看板コーナーのひとつとなったが、福留時代の途中からは最後に総合司会へ戻さなくなり、全国の天気の最後にお天気キャスターが次のコーナー名を読み上げたあと、そのまま最初の提供クレジットに入るようになった。1995年からは前述通りアナウンサーの提供読み上げが廃止された関係で番組中盤にCM明けのコーナー開始時にテロップで表示される形式に変更されたため、全国の天気の後そのままCM入りするようになった。
- 徳光時代から福留時代初期まで、水曜日に必ずオープニングに駆けつける高齢男性がおり、細目に四角い顔の愛嬌ある風貌から「水曜おじさん」と呼ばれ、番組の名物となった。スタッフやキャスターにも認知されていたようで、徳光の勇退セレモニーにも福留に就任祝いの花束を手渡す役目で加わっている。水曜おじさんのエピソードは『ズームイン!!SUPER』の「ありがとう30周年ウィーク」で徳光が出演した際に語られた。
- 福留時代末期の1998年4月からは、冒頭その日の主なニュースをヘッドライン形式で3項目伝えてからマイスタ前に映像を切り替えていた。これは、前座番組『ジパングあさ6』からの接続がステーションブレイクレスとなり、マイスタジオのセットを『ジパング - 』仕様から本番組仕様に入れ替えるための時間が必要となったためで、その時間をヘッドラインニュースに充てていた。

タイトルアニメーション・CG
- 1979年3月(番組開始) - 1985年3月
アニメーション。夜から朝への移り変わりをイメージしたものとなっている。まず夜空を模した幕が開いて青空が現れ、ズームくんが日の出のように現れた後、卵、扉の順で現れ、鳩が飛び去った後朝日が昇り、その朝日が「朝」（黒色）に変化し地平線に立つ。続いて、「ズームイン!!」（虹色）が太陽光線を伴って左下から右上に向かって表示され、それと同時に「朝」の右側に付帯する「!」（青色）が表示される（この時点で「朝」は地平線から切り離される）。
- 1985年4月 - 1987年3月
ここからアバンタイトルとなり、最初の中継先の映像を背景に「朝」の青文字がズームアップし、次に右下にズームダウン。それと同時に右上から「ズームイン!!」（赤色）と「朝」（紫色）の右側に「!」（黄色）が表示され、最後にロゴ全体がズームアップされ見切れる。
- 1987年4月 - 1990年3月
画面左下から「朝」（紫色）の文字が跳ねるように登場し、次に「ズームイン!!」（赤色）と「!」（黄色）が1文字ずつ右上から表示され、最後にロゴ全体がズームアップされ見切れる。
- 1990年4月 - 1991年3月
「ズームイン!!」（青色）の文字が1字ずつバラバラに表示され集結していき、続いて画面中央右下からズームアップして「朝」（赤色）が表示されたのちに「!」（黄色）が表示、ロゴの色がテーマ曲のメロディに合わせ変化し、最後にロゴ全体がズームアップされ見切れる。
- 1991年4月 - 1995年3月
画面内にシャボン玉のグラフィックが表示され、それらが1字ずつタイトルロゴに変化する。最後にそれらが1つの大きなシャボン玉となり割れる。ロゴマークとなった際に縁どりがされた時期もある。初期はシャボン玉の色彩が薄かったが、のちに濃くされている。
- 1995年4月 - 1998年8月27日
四角形、円形、三角形、太陽、カモメ、波、蜃気楼をイメージしたグラフィックを順に写したのち、タイトルロゴが赤色のグラデーションで集結されるように表示。直後に「ズームイン!!」の部分が横方向に1回転し画面外左側へに飛び出し、右側から元の位置に戻る。最後にロゴを形成していた赤色がそのまま四散し消える。
- 1998年9月1日 - 2001年9月28日(番組最終回)
虹をイメージしたグラフィックが画面左右から表示され、それらが輪を形成し右下へ回転しながら泡を表示させつつ消える。その泡がさらに左下から表示された山並みをイメージしたグラフィックと合わさる形で朝焼けとなり、太陽が表示されると、その太陽が「朝」のロゴの一部になる午前7時を示すアナログ時計に分針を動かしながら変化する。そして画面左下から「ズームイン!!」が時計を掠めるように出現してバウンド、掠められた時計は勢いよく回転した後「朝」のロゴとなり、右上から「！」が降ってきて（いずれもオレンジがかった赤色）、最後はロゴの赤色が中央に集結し泡状に四散して消える。

大型事件や大災害があった場合はアバンタイトルでの司会者挨拶や天気リレーも行われなく、被害地の映像に白抜きで番組タイトルのみ流れて、すぐに司会者に映像が変わり本題に入る。なお、福留の最終出演回も1998年台風4号による豪雨が直近にあったため同様の流れとなり、番組の最後に福留の降板の挨拶と後任司会の福澤の紹介が行われた以外は全編豪雨被害関連のニュースで持ち切りだった。
NSヘッドライン
開始当初は報道番組との区切りがあったので『ニュース』という言葉が使えず、その結果このタイトルにした。放送開始当初は報道局の理解と協力が得られず、ニュース映像を使用できなかったため、新聞記事を紹介していたこともある。
全国各地のローカルニュースを繋ぎあわせて報道した。それらはマイスタでは全く読まず、放送局名または地方名を東京で告げた直後に中継先（事件・事故現場とは限らない）から各放送局のアナウンサーが直接伝える点が番組で最も特徴的な部分であった。外電については徳光が日本テレビの報道フロアに振り、夜勤担当のアナウンサー（前夜に『きょうの出来事』を担当した小林完吾が当番になることもあった）が伝えていた。
徳光時代はコーナー中、服部セイコー製の「ピラミッドトーク」という電波時計を適宜押して、時計から流れる音声合成による時報をオンエアにも流していた。これはニュース1本分を50～55秒程度に収めるためにタイムキーパー代わりに導入されたものと見られる。
報道局取材のニュース映像の使用が可能になったこと、ネット局の中継技術が向上したこともあり、福留時代にはよりスピーディーな進行になった。ニュース1本あたりの情報量を可能な限り圧縮し、アタック音からの読み出しは1秒のタイムロスすら許さないほどになった。また、福留はフロアディレクターとの連携を強化し、裏でNHKのニュース（『NHKモーニングワイド』→『NHKニュースおはよう日本』）を見ながら項目を入れ替えたり削除したりするなど、視聴者が見たいニュースを先回りして届けるため、臨機応変にディレクションした。こうした結果、番組の中でも取り分け情報量が濃密なコーナーとなり、平均視聴率の飛躍的な向上につながった。また、福留時代からは外電も総合司会がまとめて伝える形になった。
ニュース映像は当初映像素材に番組で使うテロップを付けて流していた。末期になると前夜の『きょうの出来事』や『ニュースプラス1』、約1時間前に放送された『ニュースジパング』からのニュース映像を使い回して放送していたため音声・BGM部分はカットしてキャスター読みにしていた。
ズバリ!!橋本五郎
読売新聞編集委員（当時）の橋本五郎が主に一般紙朝刊紙面を紹介、解説するコーナー。福澤が司会となって登場。
橋本が2001年2月に健康面の理由で休業（復帰したのは次番組のため、実質降板となった）後は、日本テレビ報道局の呉文彦が引き継いだ。
プロ野球いれコミ情報
放送開始当初から行われていたプロ野球コーナーで、主に巨人を中心に後述するように各局のリレーを交えながらフランチャイズ球団の悲喜こもごもを伝える。「スポーツいれコミ情報」とタイトルを差し替えて放送した事もある。
1985年、タカラ（現・タカラトミー）から発売されていた人形型玩具「球団別マスコット人形」を浅草の玩具店でスタッフが発見し、徳光に紹介。その後それを使用しながら伝えることとなった。当時は巨人のものしかなかったが、ヘルメットを手動で下げることで、人形の表情が変化する仕掛けで、巨人の試合に合わせて顔を変えていた。翌年、このコーナーに合わせて「プロ野球人形イレコミ君」に変えたところ、爆発的に売れ行きが上がったため、当時の12球団すべての人形が作られ、各局でもチーム応援用の小道具として必ず使われるようになった。
各局の中継キャスターがそれぞれ応援している地元球団のハッピやジャンパーを着て、試合結果や選手情報を伝えていた。総合司会が巨人、よみうりテレビが阪神、中京テレビが中日、広島テレビが広島を担当し、関東エリア担当のリポーターである伊藤克信がヤクルトを、魁三太郎が横浜（大洋）の応援役として登場した。回によっては福岡放送がパ・リーグ代表としてダイエー、札幌テレビが巨人（札幌シリーズ時）の結果を伝えることもあった。変わったところでは、山口放送の勝津正男リポーターが下関発祥の大洋（横浜）の応援役となったこともあった。
リポーターと共に各局のプロ野球解説者も参加しており、日本テレビからは青田昇、須藤豊、宮田征典、平田翼、吉村禎章、デーブ大久保、読売テレビからは辻佳紀、川藤幸三、掛布雅之、長崎慶一、中京テレビからは板東英二、富田勝、三沢淳、高橋三千丈、川又米利、広島テレビからは池谷公二郎、小林誠二、福岡放送からは今井雄太郎などが出演していた。
胸にはその放送日時点のチームの順位が書かれた名札をつけており、Aクラスのチームは赤色、Bクラスのチームは黒色と分けられていた。
各局が情報を伝える時は中継がその局に切り替わっていた。切り替わる際に「○○!（チーム名）ワリコミ情報!」と声が上げつつワイプで登場し、大きくしながら切り替え。切り替わるとその応援球団に因んだBGMが流れ、試合結果や喜びの声、ぼやき（敗者の主張）などが繰り広げられた。
伊藤や魁が乱入し、またネット局からの応援合戦が白熱したところで画面右上に15秒からのカウンターが表示され、0になると「GAME OVER」と表示されコーナーは終了喧騒の後は一転しておだやかな「朝の詩」が始まる（1994年まで）。
東京の総合司会が巨人を応援することもあって巨人の情報に偏りがちになっていた。なお、総合司会の休養時には日テレの金子茂アナが巨人を担当していたことが多かったほか、札幌テレビアナ（当時）の森中（愛媛県出身で阪神ファン）が代理の場合、読売テレビと共に阪神ニュースを読んでいた。
阪神が低迷していた1987年には、負け試合を伝える場合に「なんぎやなぁ」というフレーズを言うのが恒例となり、1987年の流行語大賞銀賞を獲得した。視聴者プレゼントのための「なんぎやなぁステッカー」も作られた。また辛坊治郎・森武史の両アナウンサーは阪神の応援ソング「負ける気せんね」をCD出版し、阪神のコーナー中は森が当番でかつ前日の試合で阪神が勝利した場合にBGMに「負ける気せんね」を、阪神が負けた場合はカップリングの「ハイハイ敗!!」を流し、引き分けや移動日および中止などで前日に試合がなかった場合は「六甲おろし（立川清登歌唱バージョン）」のインストゥメンタルを流していた。また、『朝生ワイド す・またん!』で使用している「ハタハタマシーン」の原型というべきものが当コーナー内で使用され、『す・またん!』内の演出である「画面分割」や画面が回転する「スーパー大回転」の演出も本番組が源流となっている。これらの演出や楽曲は森が降板した段階で使用されなくなった。
巨人以外の球団を担当するリポーター（と解説者）が試合の開催地まで出張することもある。対巨人戦（巨人のホームゲーム）の際に東京のマイスタジオに出張した場合、前日の試合で巨人に勝った場合は巨人担当の総合司会（と巨人担当解説者）をスタジオの隅に追いやって（または追い出して）進行した。ただし、前日に巨人に負けた場合は逆に隅に追いやられるか追い出される。
福岡放送のホークス情報、ならびにパ・リーグ球団はもともと放送時間・曜日がほとんど確保されていなかった。また、セ・リーグの情報に時間を割いたため、パ・リーグの結果は字幕のみで終了する日が大部分になっていた。
魁は大洋時代、「ヒゲクジラ」と称してマスクマン姿でこのコーナーに登場していたが、ヒゲクジラになる前には福留と一緒に巨人のハッピを着て応援していた時期も存在した。
コーナー最後のカウントダウン表示は『ズームイン!!サタデー』の「プロ野球熱ケツ情報」にも引き継がれていた（後に廃止）。この方法は他局にも影響を与えた。
時には野球と関係ないことでも「ワリコミ○○情報」として乱入することもあった。その例として1997年10月1日の放送ではこの日、長野まで先行開業した北陸新幹線の特集にちなみ、イレコミ情報の最中に堀敏彦が、下り始発が軽井沢駅に到着するシーンを「ワリコミ新幹線情報」と叫んで割り込んだことがあった。被害を受けたのは阪神の情報を途中で切られた読売テレビであったほか、その後の中京テレビでは佐藤が「新幹線はあさま、ドラゴンズは山本昌」と便乗しながら叫んで割り込んだ。
1993年ごろから「いれコミ感動大賞!」と称して、番組独自の月間MVPをチームごとに選出し、受賞選手にトロフィーを贈呈していた。選考基準は記録よりも目に見えない活躍をするなど、ファンに感動を与えたかどうかが重要視された。当時「感動大賞」のフレーズは斬新だったため、他のスペシャル番組などがタイトルに「○○感動大賞」と銘打つなど影響を与えた。
番宣などで芸能人らがマイスタから出演するときは、ひいきチームの応援役として登場することもあった。
福留時代途中までは、冒頭に司会者が前日の結果について触れた後にカメラ前にいるスタッフが投げたボールをキャッチしてスタートしていた。ただし、総合司会者の担当する巨人が不調で、別チームが好調な場合は伊藤や魁、中継先のネット局のリポーターがこのパートを奪うこともあった。その直後に出てくるイレコミ君のかぶっているキャップが一つ目の対戦で勝利したチーム、ないしは中継先が応援しているチームのキャップの色であった。コーナー開始時のテーマ曲で最も長く使われたのは、テレビアニメ「マシンロボ クロノスの大逆襲」の挿入歌「戦え！バイカンフー！」である（前奏から曲の最後の部分につなぐアレンジが施されていた）。
Jリーグおまかせ情報
プロ野球イレコミ情報とは異なり中継は結ばず、東京のマイスタから試合結果を伝えた。
集英社の雑誌です
前半のネットスポンサーから後半のローカルスポンサーへの提供交換が終わった後の7時31分00秒から30秒間放送。当日もしくはその週に発売される集英社の雑誌を告知する生コマーシャル。あくまでもコマーシャルなので、番組のコーナーではない。
集英社の提供エリアが全国ではなく基幹地域やそれに準ずる一部地域のみだったことから、この枠は（集英社が提供していたエリア以外では）PT枠扱いとされ、該当するエリアではローカルなど別スポンサーのコマーシャルに差し替えられていた。読売テレビや高知放送のように、生コマーシャルは流す一方で、提供クレジットの表記をしなかった例もある。なお、『新春・ズームイン!!朝!』では年によって花王と共にネットセールスの筆頭スポンサーを務めた回がある。その元日放送分の同コーナーは特別CMが放送された事もある。徳光時代末期から福留時代には冒頭に「おはよう、今日の一冊」というタイトルCGも表示されていた。
基本的には女性タレント・リポーターが担当していたが、扱う雑誌によってはお笑いタレント（井出ひろし（現：井手らっきょ）、大川興業）、声優（小粥よう子（現：日比野朱里）、矢尾一樹、関俊彦）、モデル（メンズノンノ時代の阿部寛）、グラビアアイドル、フリーアナウンサー（小野裕士：当時は小野裕史の名で活動）などが出演していた。
末期の『りぼん』のコマーシャルでは、同誌連載作品で他系列局でアニメ化されたもの（『神風怪盗ジャンヌ』『GALS!』）がそのまま流れていた。
当初はスタジオ内やスタジオ前での生コマーシャルであったが、後に生コマーシャルの形態を用いつつも事前収録されたものや、通常のコマーシャル形態で放送されるものも増えていた。
後番組の『ズームイン!!SUPER』でも2001年12月まで集英社は同じ時間帯のスポンサーを継続していた。
ウィッキーさんのワンポイント英会話
ウィッキーさん（アントン・ウィッキー）が街角で、通りかかった一般の人と英会話を行うコーナー。通勤途中で時間がなかったり、テレビに映るのを嫌う人が多いため、通りがかりの人を追いかけながら英会話を行うことが多かった。「いれコミ情報」がカウントダウン表示を始めるまではこのコーナーの後が「朝の詩」だったため、コーナー終わりに「朝の詩」のテーマBGMが流れていた。『天才・たけしの元気が出るテレビ!!』の企画にて、ビートたけしが高田純次と一緒に乱入（1988年7月22日放送分）した際は、終始ウィッキーさんの邪魔をしたまま、コーナーの時間切れで「朝の詩」に移ってしまったこともある。
番組のコーナー内でも屈指の知名度を誇っており、放送当時他局でパロディが多数作られたほか、日テレ自らも特別番組（『24時間テレビ 「愛は地球を救う」』等）で復刻版を度々制作している。
冒頭で流れるテーマジングルは森園勝敏『Out Of Blue』の冒頭部と終わりの部分を編集で繋ぎ合わせたもの。
当初は池田まさる・ラビット関根（のちの関根勤）が同行し、ウィッキーさんのコーナーのあと、街角でチャリティーとして不用品となったおもちゃを集める「オモチャリティー」というコーナーがセットで放送されたが、こちらは3か月で終了している。
朝の詩（ポエム）（1979年3月 - 1994年9月）
花王が提供。最初は著名人がポエムを読むだけのコーナーだったが、途中から紀行番組の要素が加わり冒頭にマイスタから総合司会の生ナレーションも入るようになった。番組開始当時は朝の番組に固定スポンサーがつくことは珍しかったため、ネット局開拓の際にはこのコーナーの存在が大きなセールスポイントになり、特にクロスネット局の引き込みに大きな影響力を持ったという。なおこのコーナーは後に｢詩の樹｣と言うタイトルに名前を変えて放送番組センター供給の番組となった。テーマ音楽は、廣瀬量平が作曲を担当した。
花王自体は当時の前半30分の全国スポンサー枠の筆頭扱いとなっていたが、花王のCMは全てこのコーナーの後に集中させていた。
おはよう新婚さん
初期の人気コーナー。毎回笑福亭仁鶴が京王プラザホテル（地方収録の時もあり）の一室に赴き、その部屋に泊まる新婚夫婦とトークを交わしていた。日テレアナウンサーだった松永二三男が夫人と共に出演したこともある。番組開始時の新宿副都心は京王プラザ以外に高層ビルが無く、東京の全景や朝日が昇る様子をいつでも撮影でき「見栄えのする画が撮れる」場所だったため「時間を埋めるのに最適」として企画された。
31分31秒（1985年4月3日 - ／ズームインズーム／おもしろ発見
各局が持ち回りで担当する特集枠。読売テレビのみ地元ローカル枠差し替えの関係上、金曜日しかコーナーを担当できなかった時期がある。
ニュースチェック⇒ズームイン!!チェック
8時前後に放送していたニュースコーナー。末期にはバンヅケと併せて放送。北日本放送で『おはようKNBです』を放送していた頃は、ここで、ローカル枠に飛び降りていた。
情報トレイン
数ある中継の中心企画。共通のテーマで各局から中継を行う。企画を考えた放送局がホスト局を務め、進行を担当する。当初は8時ジャストにスタートしていたが、時々前後した。天気リレーとともに番組の看板コーナーとなった。31分31秒以降の特集枠とこのコーナーでは企画タイトルの表示時、下に企画を考えた放送局の名前がクレジットされていた。
『ポーラテレビ小説』をネットしていた系列局は、1984年3月まで8時10分で飛び降りていた。
エンディング
天気リレーのあと、日本テレビの正面玄関前から総合司会が締めくくる。観客とともにその日の放送が終了する。
観客は一般人に限らず、学園祭やイベント・本など告知や、演歌歌手やバンドなどの新人アーティストや赤ちゃん筆センターなどの企業がPRをしたり、当日夜に放送する日本テレビの番組の宣伝など多岐に渡り、時には番宣などでゲストが現れる事もあった。
福澤時代の途中からは天気リレーを廃止かつ観客を原則として入れなくなり、総合司会とお天気キャスターのみで締めることが多くなった。
日テレでは、放送終了後に徳光時代途中まではCMを挟んでマイスタ前で徳光が観覧者にインタビューをしていて、その後福留時代途中まではそのフリートークと統合してCMを挟んで次番組の『ルックルックこんにちは』のスタジオにいる岸部四郎とのクロストークが、福留時代後期から終了まではエンディングの後すぐに『ルックルック』→『レッツ!』のクロスプログラムが放送されていたが、それ以外の局では『ルックルック』の放送がある無し関係無く自社送信で提供とエンドカードが流されるか、エンドカード自体を設定せずにステーションブレイク枠の一部に充てる処理がされた（福留時代末期以降はネット局でも『ルックルック』→『レッツ!』のクロスプログラムはそのまま流れていた）。福留時代の読売テレビではその日の中継先からキャスターが挨拶するローカル向けのエンディングをエンドカードとしていた。また、次の番組が『朝の連続ドラマ』だった時代には天気リレーの前に予告テロップをローカルで出していた。
この他のコーナー
- 今朝のキーワード
- 朝生リポート⇒きょうの現場
- なるほどエブリデイ
- 見て聞いてホント!
- こだわりの逸品
- 名物・日本の味
- 衛星中継世界は今!
- あどべんちゃあレディ
- 日本一
- 細川隆一郎の健康一番!⇒千秋実の健康第一
- 花とおじさん
- 日本列島・聞いたら答えて!
- 紳助・竜介のOSAKAあっちゃこっちゃ
- 藤井・羽鳥 深夜の出来事

## シリーズ企画
- 毎年1月1日の元旦には時間を拡大して『新春・ズームイン!!朝!』として放送し、全国の名産品をお年玉として視聴者へプレゼントしていた。徳光時代の途中から福留時代初期まではマイスタジオを飛び出して各地からの中継で放送していた。また、1990年代からは放送開始時刻が7時よりも前になると共に、報道ヘリから富士山の初日の出を中継する企画が毎年行われるようになった。この初日の出中継は『SUPER』時代を経て、『新春シューイチ ネンイチ』でも継続されている。なお、『モーニングショー』（テレビ朝日）、『初詣!爆笑ヒットパレード』（フジテレビ）などをネットするクロスネット局など一部の局では途中（大方は8時30分）で飛び降りていた。
  - フルネット局でも広島テレビが飛び降りを行う場合があったが、ネット枠の後のCM終了とともに自社の中継地点に切り替えて独自のエンディングの挨拶を行う形を取っていた。
  - 基本的には7時スタートで終了時間を10時ごろまで延長していたが、末期は開始時間も早めて放送していた。
  - 1月2日・3日には新春スポーツスペシャル箱根駅伝放送のため休止し、曜日配列によって異なるものの、4日以降から年始の放送を本格開始していた。この体制は、現在の「ZIP!」にも引き継がれている。
- 1989年から1994年まで毎年1月下旬は年によっては異なるものの、スーパーボウル放送のため休止または8時まで短縮版を放送したことがある。
- 毎年7月1日には富士山の山開きに合わせ、富士山頂からの生中継を特集にして放送した。これは『ズームイン!!SUPER』においても数年間は引き継がれた。
- 毎年8月6日には「8・6特集」として、広島テレビとの二元中継で放送時間すべてを原爆についての特集に充てていた。なお8時からは「NNN報道特別番組」として広島平和記念式典を生中継していたので、厳密には本番組としての放送時間は1時間である。
- 小学生チャレンジランキング大会（通称：チャレラン）
  - 年数回、祝日（特に体育の日）などに行われた全国各地の小学校対抗の運動大会。空き缶積み・背中渡り競争・靴とばし・ぞうきんがけリレー・9人10脚等の競技で順位を争い、優勝校を決定した。その日は90分間の放送がまるまる利用され、通常のコーナーを休止して（「NSヘッドライン」と場合によっては「プロ野球イレコミ情報」だけは放送）大々的に開催された。ネット局同士の連携が高技術の同番組ならではの企画だった。後年、この企画は他局の企画（フジテレビ『FNSの日』や、テレビ朝日『小学生クラス対抗30人31脚』）にも影響を与えたとされる。
- 投稿ビデオ大賞
  - 「チャレラン」に代わる企画として登場。視聴者から面白いビデオを募集して、大賞や個人賞等を決定した。審査委員長は鈴木清順（鈴木の代役として村川透が出演したこともある）が務め、『ジパングあさ6』放送終了後居残っていた永井美奈子などが審査員として加わっていた。この企画は『SUPER』やゴールデンタイム枠のスペシャル番組として『SUPER』が終了するまで年数回放送されていた。
- 全国妙なモノ図鑑
  - 中京テレビの企画制作で不定期に放送されていた。街で見かける妙な道路標識・看板・建造物などをノンストップで紹介していくもので、テレビ版のVOWのような企画だった。一部の局の担当では事前に収録したものを放送した。
- 路線別・鉄道唱歌の旅
  - 「情報トレイン」の中で特に人気が高く、2000年3月15日にCD化されたシリーズであった。初登場は1997年10月14日（鉄道の日）放送の「鉄道唱歌 東海道線」であり、その後各主要路線ごとに放送された。各放送局のアナウンサーが受け持ちエリア別（一例として「東海道線」ではJR東日本の東京駅ではなく新橋駅[注 118]からスタートし熱海駅で日テレから静岡第一テレビ、豊橋駅で中京テレビ、米原駅で読売テレビと沿線の系列各局でリレーされた）に電車に乗って鉄道唱歌にちなんだ場所を巡る。

## 歴代スタッフ

### 総監督
- 斎藤太朗、渥美光三、澤田隆治（東阪企画）、佐藤一

### チーフプロデューサー
- 篠崎安雄→室川治久→山根義紘→高田真治→城朋子

### 演出
- 横山正悟

## テレビドラマ
『ズームイン!!朝!殺人事件』（ズームイン!!あさ!さつじんじけん）は、1988年に日本テレビ系「火曜サスペンス劇場」で放送されたテレビドラマ。主演は渡辺典子。視聴率は19.3%。
当時のネット局であるテレビ長崎および平戸市が舞台で、福留も出演した。しかしズームイン!!朝!の内容はドラマのメインの柱になっておらず、殺人事件で亡くなった姉の死の真相を追う女性の姿を描く、通常の2時間サスペンスと同様の構成となっている。
テレビ長崎の企画による「31分31秒」の生中継の最中、海上で発見した遺体が高校時代からの旧友の姉であったことから主人公とは別の視点から事件の真相に迫る担当アナウンサーがサブの柱として描かれ、エンディングでは、後日この事件の顛末を取り上げる内容のテレビ長崎企画による「31分31秒」の冒頭が描かれた。
2024年8月18日と2025年3月29日に石丸博也の副音声解説を一部カットした形でBS松竹東急で放送された。

### キャスト（テレビドラマ）
- 浅田市子（香織の友人） - 渡辺典子
- 水沢香織（テレビ長崎の新人アナウンサー） - 高木美保
- 浅田美弥（市子の姉） - 立枝歩
- 坂井（佐世保水産試験場 職員） - 酒井昭
- 木崎（ズームイン!!朝! 中継スタッフ） - 緑川政博
- 佐世保西警察署 刑事 - 岡本征雄
- 若松孝吉（佐世保西署警察 刑事係長） - 高松英郎
- 村上（佐世保西警察署 刑事） - 丸林昭夫
- ワゴン車の目撃者 - 中島元
- 実験スタッフ - 塚本信夫
- 管理人 - 森幹太
- 浅田喜三郎（市子と美弥の祖父） - 多々良純
- ズームイン!!朝! キャスター - 福留功男（特別出演）
- 坂口孝次（坂口商事 社長・美弥の恋人） - 金田賢一
- シャンディー・圭、酒井容子、有騎実穂、仲野文梧、古川博樹、樹高幸太郎、鈴木潔

### スタッフ（テレビドラマ）
- 原案 - 早瀬主税
- 企画 - 小坂敬
- 脚本 - 保利吉紀
- 監督 - 小山幹夫
- 音楽 - 川村栄二
- 方言指導 - 遠藤暁子
- プロデューサー - 水田伸生、鈴木潔
- 制作 - 日本テレビ
- 製作著作 - 国際放映

## 特別番組
- ズームイン!!名物アナ生ナマクイズ
日時：1991年12月22日 日曜15:30 - 16:55
司会：福留功男
- 木曜スペシャル20周年企画 ズームイン!ザ・ワールド
日時：1992年03月19日 木曜19:00 - 20:54
司会：徳光和夫、木村優子
- 日本テレビ開局40年 ズームイン!!夜!
日時：1993年04月09日 金曜19:00 - 22:48
司会：徳光和夫、福留功男、楠田枝里子
- ズームイン!!夜!
日時：1993年10月08日 金曜19:00 - 21:24
司会：徳光和夫、福留功男
- スーパースペシャル'97 ズームイン!!朝!特選 神技・早技・達人技!みごと日本の達人たち
日時：1997年03月01日 土曜19:00 - 20:54
司会：福留功男、永井美奈子
- ズームイン!!朝!特選 爆笑投稿おもしろ人間
日時：1997年12月28日 日曜19:00 - 20:54
- スーパースペシャル'98 ズームイン!!朝!
日時：1998年03月21日 土曜19:00 - 20:54
世帯視聴率：関東18.4% / 関西18.7%
- ズームイン!!朝!20年 NG投稿㊙映像150発 衝撃&爆笑スペシャル
日時：1998年12月23日 水曜19:00 - 20:54
司会：福澤朗
- ズームイン!!春まつり 投稿NG㊙爆笑ビデオ 今夜も超ド迫力生放送
日時：1999年03月28日 日曜19:00 - 20:54
司会：福澤朗
- ズームイン!!朝! NG投稿㊙映像150発 衝撃!!爆笑スペシャル
日時：1999年12月23日 木曜19:00 - 21:24
司会：福澤朗
- ズームイン!!朝! NG投稿㊙映像150発 衝撃!!爆笑スペシャル
日時：2000年12月24日 日曜19:00 - 20:54
司会：福澤朗